# Atlas linguistique de l'Est du Canada
L’Atlas linguistique de l’est du Canada (ALEC), publié sous le titre Le Parler populaire du Québec et de ses régions voisines - Atlas linguistique de l'Est du Canada est un projet de recherche dialectologique destiné à décrire le français parlé de la civilisation traditionnelle au Québec. Conçu et dirigé par Gaston Dulong, le projet aboutit à la publication en 1980 d'un ouvrage en dix volumes qui contient les résultats localisés (plus de 600 mille mots-réponses) des enquêtes linguistiques menées auprès de plus de 1000 témoins dans 152 localités du Québec et dans 17 localités francophones voisines réparties entre la province de l'Ontario et la population acadienne des provinces maritimes, communément associée ci-après au nom Acadie.
Élaborée sur le modèle de l'Atlas linguistique de la France, la recherche a pris la forme d'enquêtes linguistiques faites par des enquêteurs qui ont rempli un même questionnaire dans un réseau de localités couvrant tout le territoire. Le corpus final de l'étude, lexical et phonétique, constitue un matériau unique pour l'étude du parler français usuel au Québec quant à son homogénéité et à ses particularités linguistiques et géolinguistiques,.
Réalisée dans la pure tradition de la dialectologie française, cette enquête unique est la plus grande recherche scientifique publiée sur le français populaire des francophones d'Amérique.
Le parler de la civilisation traditionnelle, aussi nommé parler populaire ou parler usuel, est cette langue orale familière apprise d'oreille, par imitation, en famille, en société, au travail ou dans les jeux et que la norme prescrite par l'école, la grammaire, les dictionnaires ou les communications de l'ère moderne n'a que peu influencée.

## Études du français parlé au Québec
Quelques travaux furent produits ou ébauchés sur le français parlé au Québec depuis les premières années du XXe siècle, mais les premières démarches et recherches universitaires portant sur l'ensemble du français québécois et sur sa réalité géolinguistique furent celles menées dès les années 1950 par Gaston Dulong, professeur au Département de linguistique de l'Université Laval de 1948 à 1986. Son cours de langue franco-canadienne au programme de la Faculté des Lettres fut un des premiers cours sur l'histoire générale et sur les particularités linguistiques lexicales, morphologiques, phonétiques et géographiques du français parlé au Québec.
Au cours des années 1970, les recherches spécialisées couvrant divers aspects linguistiques du français québécois connaissent une importante explosion dans le milieu universitaire québécois. Dans la voie lexicographique en particulier, les professeurs Marcel Juneau et Claude Poirier lancent le projet Trésor de la langue française au Québec et approfondissent l'étude historique de ce parler dans plusieurs ouvrages dont le Dictionnaire historique du français québécois est un éloquent exemple. Dans les traces d'ALEC, Thomas Lavoie, professeur de linguistique à l'Université du Québec à Chicoutimi, entame au cours des années 1970 une recherche dialectologique concentrée dans une partie de l'est du Québec et en publie les résultats avec Gaston Bergeron et Michelle Côté sous le titre Les parlers français de Charlevoix, du Saguenay, du Lac-Saint-Jean et de la Côte-Nord.

## Les enquêtes linguistiques ALEC
Les enquêtes linguistiques sur le terrain à partir d'un questionnaire sont caractéristiques des études linguistiques visant la description du parler dans une communauté ou sur un territoire donné. Elles ont été mises au point dans les grands projets dialectologiques européens, spécialement pour l'Atlas linguistique de la France entrepris au début du XXe siècle et pour les atlas linguistiques de la France par régions réalisés dans les années 1940 et suivantes.

## Le questionnaire ALEC
Le contenu du questionnaire d'enquête ALEC est « classique » et colle à la procédure habituelle des enquêtes en dialectologie française. Il porte essentiellement sur les concepts communs de la civilisation traditionnelle avec adaptation au contexte physique et culturel du Québec. Précédé en 1953 d'un premier questionnaire expérimental de la Société du parler français au Canada, le questionnaire ALEC compte 2309 questions-concepts regroupées par champs idéologiques couvrant les réalités et les activités existantes de la vie commune soit habitation, vêtement, nourriture, travaux domestiques, travaux agricoles et forestiers, phénomènes atmosphériques, animaux, flore et aussi les aspects sociaux et humains de cette communauté soit naissance, éducation, croyances, etc. Les enquêteurs utilisent en outre comme compléments du questionnaire un cahier de centaines d'illustrations d'objets usuels, un livre d'ornithologie et un livre de botanique.

## Les enquêteurs ALEC
Quatre enquêteurs (Jean-Louis Plamondon, Micheline Massicotte, Ghislain Lapointe, Gaston Bergeron) ont mené entre 1969 et 1974 152 enquêtes au Québec et ont aussi couvert les régions francophones voisines, à l'est et à l'ouest, avec 9 enquêtes en Acadie et  8 en région franco-ontarienne. Formés en linguistique et aux enquêtes orales sous forme de conversation dirigée, les enquêteurs utilisent au travail le système de notation phonétique français Gilliéron-Rousselot afin de noter sur place et en temps réel les réponses des personnes consultées. Maîtrisant les diverses réalités et activités de la civilisation matérielle traditionnelle, ils ont comme tâche première de sélectionner dans chacune des localités des témoins intéressants et disponibles. Utilisant des questions indirectes sans suggérer les mots-réponses, les enquêteurs font nommer, identifier, décrire, distinguer par les témoins les objets, les gestes, les événements, les concepts visés dans le questionnaire et notent sur le fait les mots-réponses tels qu'ils sont prononcés.

## Les témoins ALEC
Les témoins appelés aussi informateurs sont sélectionnés après une démarche ouverte auprès de personnes d'autorité en place (curé, maire ou secrétaire municipal, responsable d'un foyer de personnes âgées...). L'enquêteur se présente comme un chercheur universitaire souhaitant rencontrer des gens âgés de la place qui sauraient parler de la vie traditionnelle menée dans les années passées. Sans mentionner la question de la langue ou du langage, les enquêteurs rencontrent ainsi une dizaine de personnes parmi lesquelles ils sélectionneront les informateurs qui participeront individuellement, chacun dans leur domaine de compétence, à l'entrevue.
Les critères personnels qui caractérisent les témoins et qui assurent des résultats de recherche comparables et profitables à la recherche sont la bonne santé, la pleine appartenance à leur milieu culturel et à leur communauté et un intérêt pour l'expérience qui leur est proposée. Les témoins sont idéalement natifs de la place comme leurs parents ou leurs grands-parents et ont un parler naturel qui rejoint grosso modo celui des personnes ressources préalablement rencontrées dans la localité. Dans les régions récemment développées comme l'Abitibi ou le Témiscamingue, ils proviennent au moins de la même région souche que la majorité de leurs concitoyens actuels. Enfin, on a calculé que les personnes retenues pour ALEC ont un âge moyen de 72 ans; ils n'ont fréquenté le plus souvent que l'école primaire et ont eu généralement des métiers comme ménagères, artisanes, ouvriers, agriculteurs, forestiers, pêcheurs...
La représentativité statistique de chacun des témoins ALEC équivaut à environ 6 000 habitants francophones du Québec entier (6 000 000 hab. en 1970), mais plutôt à 1 250 personnes si on ne tient compte que de la population rurale (1 325 000 hab.). Dans l'ensemble du domaine, on a rencontré et interrogé précisément 1 061 personnes au Québec, 73 en Acadie et 56 en Ontario. On a donc eu recours à la participation active de 1 190 personnes, dont 651 hommes (55 %) et 540 femmes (45 %). La légère majorité d'hommes interrogés s'explique grosso modo par un questionnaire qui s'attarde beaucoup aux gros travaux de la civilisation traditionnelle (construction, agriculture, travaux forestiers...). Le nombre moyen de témoins par localité est de sept personnes au total soit trois femmes et quatre hommes. Et chacun de ces informateurs a répondu en moyenne à 330 questions. En pratique cependant, on peut affirmer que l'enquête se faisait en moyenne avec 5 à 6 témoins principaux rencontrés consécutivement et avec lesquels on pouvait couvrir environ 400 questions en deux séances d'environ deux heures chacune. Ainsi, une enquête exigeait environ 25 heures d’entrevue.

## Le Québec: le territoire d'enquête
Le Québec compte à l'époque des enquêtes 6 027 764 habitants vivant dans 1 500 agglomérations (villes et villages urbains ou ruraux). La majorité, 80 %, des habitants vivent dans les 300 localités de 3 000 habitants et plus et 20 % vivent dans les 1200 autres localités de 3 000 habitants ou moins. C'est principalement dans cette catégorie de localités que les enquêtes ALEC ont eu lieu.

## Aspect démographique
Montréal et Québec. En 1971, plus de la moitié des habitants du Québec, soit 56,6 % (3 414 655), habitent la région immédiate de Montréal, un milieu urbain à 91 %. La capitale Québec et sa région comptent pour 14,1 % de la population québécoise (848 581) dans ce milieu urbain à 74,1 %.
Dans les autres régions: 6,7 % de gens (403 651) habitent la Mauricie–Bois-Francs; 5,4 % (325 806)se partagent les villes et villages agricoles ou côtiers du Bas-Saint-Laurent et de la Gaspésie; 4,4 % des Québécois et Québécoises vivent au Saguenay et au Lac-Saint-Jean (265 642) dans de petites villes industrielles et de nombreux villages; 4,1 % (247 620) habitent l'Outaouais dans un noyau urbain concentré entouré d'un large espace agricole; 4 % (243 637) habitent l'Estrie, une région industrielle et agricole; 2,8 % (166 900) des habitants se partagent les vastes régions de l'Abitibi et du Témiscamingue; 1,9 % (111 272) vivent sur la Côte-Nord

## Réseau des points d'enquêtes
Les enquêtes portent globalement sur 10 % de l'ensemble des localités du Québec soit 152 points d'enquête sur le total de 1500 agglomérations. À cause de la jeunesse relative du Québec, il a fallu enquêter dans quelques villes plus populeuses, parfois très récemment développées, mais en se concentrant dans les plus vieux quartiers de celles-ci pour y rencontrer idéalement des natifs de la place.
Ce fut le cas à Sept-Îles, point 6, ville champignon qui compte 25 000 habitants en 1970, mais qui conserve encore au moment des enquêtes, dans ses premières rues bordant la mer, les descendants de la population traditionnelle qui avaient connu l’ancien  petit port de pêche installé tout près du village amérindien avant que ne surgisse après les années 1950 le port de transbordement du minerai de fer extrait dans l'arrière-pays.
Dans la ville de Québec, le quartier Saint-Sauveur, point 24, fait exceptionnellement l'objet d'une enquête expérimentale dans un quartier populaire de la ville de Québec. La ville de Hull, point 60, compte 60 000 habitants en 1970; c'est le point historique de rencontre de tous les Canadiens français qui depuis la  fin du XIXe siècle se rendaient travailler dans les chantiers forestiers de la nouvelle région outaouaise. En Abitibi et au Témiscamingue, les villes récentes comme Rouyn, Val-d'Or et Amos, points 66, 68 et 71, comptent entre 12 et 25 000 habitants. Ces trois villes sont les souches du peuplement du Nord-Ouest québécois et les enquêteurs y ont rencontré des pionniers arrivés dans les premières décennies du XXe siècle.
Des villes jeunes dont le passé rural n'est pas si lointain existent aussi au centre du Québec et les enquêteurs y ont rencontré des informateurs venus des villages ruraux environnants: Saint-Hyacinthe, Granby, points 87 et 88 (38 000 h.) et Sherbrooke, point 97 (75 000 h.). En Beauce et sur la rive sud du fleuve Saint-Laurent, quelques villes visitées laissaient à peine en 1970 leur ancienne image de village rural et agricole : Sainte-Marie, Saint-Georges et Montmagny, points 118, 120 et 124, ont en 1970 une population de 10 à 12 000 habitants.
Dans l'Est, les villes régionales de Rivière-du-Loup et de Matane, points 132 et 141, comptent 13 000 habitants alors que Rimouski, point 137, en a 30 000. Ces villes, où furent rencontrés là aussi des témoins originaires de villages voisins, sont des jalons importants dans l’histoire du peuplement s’étalant de Québec vers la Gaspésie.
Étude du français parlé, ALEC ne compte aucune agglomération anglophone dans son réseau. Notons que le peuplement anglophone qui représente en 1970 environ 8 % de la population totale du Québec est surtout concentré dans la région de Montréal. Ailleurs sur le territoire, une certaine implantation de colons anglais, de Loyalistes américains et d'immigrants irlandais et écossais a créé au cours du XIXe siècle des îlots anglophones en retrait de la plaine du Saint-Laurent au nord et au sud de Québec, au nord de Montréal dans les Laurentides, en Estrie et en Gaspésie.
En somme, quant au territoire couvert par les enquêtes et aux informateurs rencontrés, les enquêtes ALEC ont privilégié les petites localités en contexte rural et la population québécoise âgée qui a exercé des métiers et des activités de type traditionnel.

## Survol des données recueillies
Les résultats généraux ALEC
Dans l’ensemble, le vocabulaire recueilli se révèle dans une première analyse de nature ou de souche française, mais on observe dans cette catégorie une très grande variété de formes originales qui révèle la créativité qui a marqué l'évolution de ce parler. Une consultation de l’index (volumes 9 et 10) nous met en présence d'un riche répertoire de mots du français général et du français familier, d’archaïsmes, de régionalismes, de dérivés originaux, d'expressions figurées, de tournures et de constructions diverses, de syntagmes inattendus, etc. qui constituent une banque de données linguistiques unique sur le parler populaire en cours pendant le XXe siècle au Québec.
On peut constater lors d'une consultation rapide des données ALEC que le parler québécois recèle, sous une couche du français commun inégalement partagée sur tout le territoire, deux niveaux de vocabulaire régional. Un premier niveau très riche de régionalismes lexicaux et phonétiques se trouve connu et utilisé par la majorité des Québécois et Québécoises : abrier (couvrir), affranchir (castrer), auripiaux (oreillons), aveindre (saisir), baboune (grosses lèvres), baquet (gros homme), barré (rayé), batte-feu (briquet), bec à pincette (baiser en pinçant les joues), béguer / bégueur (bégayer / bègue), beigne (beignet), berlot (traîneau hippotracté), bombarde (guimbarde), bosser (bosseler), boucane (fumée), bouette (pâtée des cochons), butin (vêtements)... Un second niveau de régionalismes ne couvre que des aires restreintes, plus ou moins grandes et distinctement localisables sur le territoire par la cartographie, ce que nous traitons dans la partie géolinguistique ci-après.

## Polysémie
Sur le plan sémantique, les mots polysémiques dont le sens varie d'un endroit à l'autre y sont fréquents: carcajou désigne une plante ou un animal, tourtière désigne une tarte à la viande ou un pâté de pommes de terre et de viande, le col est un col de chemise ou une cravate, placoter signifie converser amicalement, médire, patauger dans la boue, etc.

## Synonymie
La synonymie constitue un trait typique de cette langue orale. Ainsi, la question 898 Écosser (des pois) donne écosser, égousser, écorcer, éplucher, écaler… La question 1033 Bardane apporte en réponse grakia, toques, artichaut, piquant... La question 2267 Travailler inutilement, perdre son temps se dit barboter, bardasser, bretter, broucheter, chouenner, fardocher, flâner, fourgailler, fourrer le chien, gaboter, galvauder, gosser, lambiner, limoner, mulotter, niaiser, paresser, picosser, piétiner, piétonner, pigrasser, pilasser, piloter, pitouner, taponner, tâtiner, tâtonner, vacher, vironner, zigner, zigonner…

## Expressions et tournures
Les expressions imagées et tournures servent souvent à désigner des situations reliées au comportement humain: manger de l'avoine (être supplanté), avoir mangé du trèfle (être enceinte), manger comme un margau (=fou de bassan) (être gourmand), serre-la-poigne (avare), être dans le trèfle (être amoureux), dire des chapelets (blasphémer abondamment)…

## Anglicismes
Les emprunts anglais surtout recueillis dans les chapitres techniques de l'enquête (équipements, travaux, etc.) ne dépassent pas 4% du corpus ALEC estimé. L'intégration des anglicismes au parler québécois se fait tant sur le plan morphologique que sur le plan de la phonétique. Du verbe anglais drive (conduire un train de bois sur l’eau), on a fait le substantif féminin drave (flottage du bois), draver (verbe), draveur (travailleur au flottage), dravage (action de...) et l'adjectif dravable ((rivière) qui peut servir au flottage).

## Amérindianismes
Hormis les toponymes indigènes (Maniwaki, Mingan…), une centaine d'amérindianismes usuels en français québécois traditionnel ont été recueillis : micouenne (louche), emmicouenner (verser avec une louche), micouennée (contenu d'une louche), pichou (mocassin), pimbina (sorbier), ouache (abri de l'ours), atocas (canneberge), babiche (lanière de cuir)...

## Phonétique
Les principaux traits de prononciation du parler populaire québécois traditionnel distincts du français de référence peuvent relever d'une évolution d'un parler à l'écart d'une norme prescriptive, mais surtout et assurément de la transmission de prononciations anciennes héritées de la France du XVIIe siècle. Ainsi, ALEC fait état des anciennes voyelles -é pour è (mÉre mère), â pour a (pÂpÂ papa), -u pour -eu (Ugène Eugène), -oué pour -oi (moué moi), -oué pour -oir (dévidoué dévidoir), -io pour -o (siau seau) et de phénomènes d'affaiblissements (-e pour -o : entEnoir entonnoir) ou d'ouvertures (-a pour -e : mArci merci)... On observe de même pour les consonnes la palatalisation (raquiette raquette; guiable diable; dargnier dernier), l'assibilation (dZire dire; tSu tu), la chute du R en finale (quêteu quêteur), l'articulation du t en finale (litte lit; faitte fait; Talbotte Talbot)...
Le parler français québécois ne recèle pas de très grandes variations phonétiques entre les régions. Bien que l’on puisse percevoir certains traits de prononciation communs et même un accent distinctif, quoique non également partagé, par exemple, chez les habitants de la Gaspésie ou chez ceux du Saguenay–Lac-Saint-Jean, on ne peut dire qu'il existe une différence notable du parler entre les régions. Il n'est donc pas question au Québec d'un patois local comme cela a pu exister en Europe. On convient plutôt, généralement, que la langue française naissante importée en Nouvelle-France avec les couleurs locales de différentes régions du Nord-Ouest de la France s’est assez tôt relativement uniformisée aux XVIIe et XVIIIe siècles sous l’influence de l’administration, de la scolarisation et de la vie communautaire pour devenir un rejeton original de la langue française.
Quoique les particularités lexicales et phonétiques tendent continuellement à s'atténuer et même à disparaître entre les régions québécoises sous l'influence de la vie moderne, il existe dans les années 1970-1980 des traits phonétiques différenciés qui permettent de tracer sur la carte du Québec quelques aires phonétiques. Le phénomène de variation phonétique le plus particulier encore observable, mais surtout chez des gens de plus de 50 ans, est sans contredit celui de la prononciation de la consonne R dite « roulée ». Une compilation des données ALEC permet de distinguer trois aires différentes à ce sujet, l'ouest, l'Est et l'aire acadienne. Ainsi, c'est seulement à l'ouest de Trois-Rivières que l'on peut entendre le R roulé ou apical alors que le R grasseyé ou dorsal peut s'entendre communément partout au Québec. De même, la région acadienne est la seule région où l'on peut entendre une variation du R roulé tendant parfois vers le R anglais ou rétroflexe. Les nombreux autres phénomènes notées (aspiration, palatalisation, timbre des voyelles notamment les diphtongues, etc.) sont plus délicats à attribuer nettement à des aires particulières.
En somme, le phonétisme du parler canadien-français couvre à peu près le registre complet des voyelles et consonnes du français général. S'il conserve certains traits locaux qui lui sont propres ou des traits dialectaux ou archaïques du parler du XVIIe siècle, le système phonologique du parler français québécois n'est pas si éloigné, toute proportion gardée, des singularités phonétiques des parlers régionaux du nord-ouest de la France.

## Justesse des réponses obtenues et cas particuliers
Un regard attentif à la distribution géographique des réponses semblables ou différentes à une question vient confirmer parfois de façon indirecte, mais évidente la justesse des notations des enquêteurs. Par exemple, les réponses à la question ALEC 33A Puits montre comment les quatre enquêteurs ont bien relevé la forme générale puits qui est connue majoritairement au Québec et ont aussi bien noté la forme différenciée fontaine qui est la forme privilégiée dans l'aire particulière du Bas-Saint-Laurent.
Il reste que sur le grand nombre de données recueillies, on rencontre des cas de réponses particulières. Défaillance de la mémoire, recours à une périphrase ou ignorance du concept de la part du témoin, erreur de l'enquêteur, les explications peuvent varier. Dans tous les cas, la prise en considération de l'ensemble des réponses obtenues dans la région visitée devra primer dans l'évaluation des résultats. Bref, c'est sur le mode positif qu'il faut considérer la répartition des données recueillies en les resituant dans le contexte d’une entrevue et d’une notation menées sur le vif.

## Géographie linguistique
Le recours à la géographie linguistique a pour but de faire ressortir le caractère d'unicité ou de variété du parler sur un territoire donné. Ainsi, le corpus ALEC dont toutes les données sont localisées permet de reporter sur un fond de carte du territoire d'enquête, en lieu et place des localités, un signe distinctif attribué aux différentes réponses à une question. Ce procédé illustratif fait apparaître des aires linguistiques délimitées par  des frontières appelées isoglosses. La démonstration étant faite de ces zones géolinguistiques, leur explication pourra porter tant sur les aspects internes et linguistiques du parler lui-même que sur les causes historiques, sociales, naturelles (le groupe humain, la culture, le fleuve, les migrations, l'éloignement, etc.) de la communauté en cause. La cartographie apporte un éclairage unique à l'analyse variationnelle et à la compréhension de l'évolution d'une langue sur un territoire donné.

### Les aires de variation linguistique au Québec
La cartographie des réponses à plusieurs centaines de questions individuelles et la superposition de leurs faisceaux d'isoglosses ont révélé clairement, sous une couche de parler commun, la présence de quatre grandes aires de variation distinctes au Québec. Ces aires dont l'extension peut être très variable conservent cependant toujours le même point d'ancrage. L’aire Ouest est celle de Montréal et sa région, l’aire du Centre apparaît dans la région de Trois-Rivières, l'aire Est rayonne depuis Québec et l’aire acadienne couvre la région du golfe Saint-Laurent. C'est à l'intérieur de ces aires principales que nous retrouvons les sous-aires géolinguistiques qui font ressortir des usages lexicaux plus localisés, plus  particuliers.

### L’aire Ouest

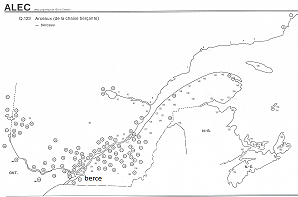

L’aire Ouest montréalaise rayonne dans la moitié ouest du territoire avec gabourage  (mélange de grains) et signaux (aurore boréale) qui occupent le terrain face à leurs équivalents respectifs gaudriole et clairons dans les aires voisines. Quelques îlots de variation apparaissent à l’intérieur de cette aire sur les rives du fleuve et dans les vallées des rivières Assomption et Richelieu où bocorne (vache sans cornes) fait une concurrence à tocsonne, dépéniller (défaire des tissus) à échiffer et berce (arceaux de la berceuse) à berceau.
Aire influente, l’Ouest s’agrandit au nord pour rejoindre l’Abitibi–Témiscamingue, l’Outaouais et les Laurentides, s'étire vers l’est dans la Mauricie–Bois-Francs, couvre au sud l’Estrie avec gravois (gravier), grakia (bardane) et la prononciation [lâsè] pour lacet. À la hauteur de Trois-Rivières, le domaine québécois est divisé en deux, de part et d’autre d’une ligne verticale Mauricie–Bois-Francs, à l'ouest par canard et à l'est par bombe qui désignent tous deux la bouilloire.
À sa pleine expansion, l'aire Ouest couvre tout l’ouest du domaine jusqu’aux abords de Québec avec les mots du français général  hameçon, perche  et pis de la vache qui font respectivement face aux régionalismes de l'est haim (hameçon), pieu (perche d'une clôture) et pair (pis).
On sait que cette même aire Ouest se distingue dans le cas de la prononciation du R roulé (apical) qui ne peut s'entendre qu’à l’ouest de la ligne Mauricie–Bois-Francs alors que le R grasseyé est d'usage général et s'entend à la grandeur du territoire québécois.

### L’aire du Centre
L’aire du Centre (Mauricie–Bois-Francs), révélée par un moins grand nombre de cas demeure pourtant bien réelle en s’intercalant sporadiquement entre l’Ouest et l’Est La fracture linguistique du centre du Québec est d'autant plus significative qu'elle s’interpose nettement à des mots très fortement attestés dans les aires voisines immédiates avec le mot baboche (alcool domestique) au centre qui s'oppose à caribou de l'ouest et à bagosse de l'est alors que le tirant (trait court du harnais du cheval) s’oppose à couplet de l'ouest et à bracelet de l'est.
Cette aire intermédiaire où apparaissent plusieurs séparations ou isoglosses qui vacillent d'ouest en est, au centre du Québec, constitue une aire de transition aux frontières certes moins fermes, mais pourtant factuelles.

### L’aire Est

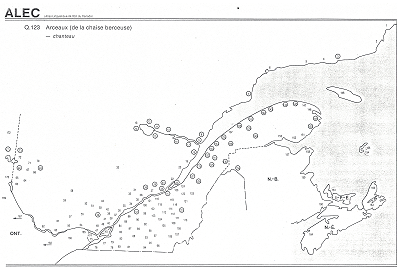

L'aire Est dont le point central est Québec peut s’étendre à l'est et à l'ouest de la capitale et couvrir le territoire entre le golfe  Saint-Laurent et les régions de la Mauricie et de l’Estrie sans pénétrer au-delà du Richelieu l’aire de Montréal. Avec un peuplement moins dense et beaucoup plus éparpillé dans un espace rural que la région de Montréal, l'aire Est conserve dans son parler des archaïsmes comme pair (pis de la vache) et des régionalismes comme bouscaude ou bouscotte (vache sans cornes têtue) et vessie de gomme de sapin (vésicule de résine) qui s'oppose nettement à bouffie de gomme dans l’Ouest.
Vaste et divisée par le Saint-Laurent, l'aire Est se fractionne elle aussi, comme l'Ouest, en sous-aires linguistiques plus restreintes. Ainsi, bagosse et haim sont de l’est tout en restant inusités dans le Bas-Saint-Laurent et en Gaspésie. Au centre de l'aire Est le chanteau (arceau de la berceuse) est la forme canon alors que fontaine pour puits et barrure (stalle du cheval : crèche dans l’Est et entredeux dans l’Ouest) ne sont présentes qu'au sud du fleuve dans le Bas-Saint-Laurent. On notera que l’Est peut inclure en partie l’aire acadienne (ex. toque (bardane)).

### L'aire acadienne
L'aire linguistique acadienne englobe la Basse-Côte-Nord, la péninsule gaspésienne et les Îles-de-la-Madeleine. Le parler de l'aire acadienne diffère sensiblement du parler québécois laurentien avec ses R typiques et de nombreux archaïsmes et régionalismes qui lui viennent des racines historiques de son peuplement venu du sud-ouest de la France (Poitou, etc.) : ''écharpir'' (échiffer), ''rouloire'' (arceau de la chaise berçante), ''coquemar'' (bouilloire), ''remeuil'' (pis) et aussi de la proximité de communautés anglaises (''amoureux'' (traduit de l'anglais ''lovers'', bardane)).
Chassés de leurs terres par le Grand Dérangement de 1755 qui désigne la déportation des Acadiens après la conquête britannique, une part des Acadiens sont montés vers le nord et ont créé dans la région du golfe Saint-Laurent et plus spécialement aux Îles-de-la-Madeleine, dans la péninsule gaspésienne et sur la Basse-Côte-Nord, en fusion avec le peuplement québécois local parfois, une communauté acadienne qui a donné au parler québécois de ces régions un certain vocabulaire et des accents singuliers.

#### Analyse géolinguistique détaillée d'ALEC dans l'étude suivante
Voir L'Atlas linguistique de l'est du Canada et les aires de variation linguistique au Québec

## Conclusion
Les études de géographie linguistique québécoise cherchent à décrire les phénomènes de variation et à expliquer la formation des aires qui en découlent en recourant à l’histoire, à la géographie (colonisation, peuplement) et à la linguistique (histoire de la langue et des mots, étymologie, prononciation, emploi, etc.). Ainsi, la présence d’aires de variation linguistique au Québec peut s’expliquer en partie par le bagage linguistique des premiers groupes d’arrivants qui provenaient de différentes régions d’une France aux parlers régionaux encore vivants et qui se sont installés à des moments différents en des endroits variés de la colonie naissante (ex. Québec en 1608, Trois-Rivières en 1634, Montréal en 1642 et Acadie (Port-Royal) en 1604).
La multiplication des réseaux de communication tout comme celle des interrelations entre les individus, les régions, les pays mêmes font disparaître progressivement dans le monde actuel les variations anciennes du parler traditionnel. Mais le relevé de ces phénomènes demeure intéressant à connaître et à étudier sur les plans linguistiques, ethnographiques, culturels afin d'approfondir les connaissances de notre réalité culturelle, de notre présence et de notre place dans l'histoire et dans l'actualité de la langue française.